# Pujol d'en Banya
El Pujol d'en Banya és un esperó de 598 metres d'altura del massís del Teix, que es troba al municipi de Sóller, a Mallorca. A la seva falda hi ha un petit mirador ubicat a una de les parades del Tren de Sóller que ofereix unes bones vistes sobre sa vall de Sóller. També hi ha una ruta d'un antic camí que condueix a Deià.